# Гоше, Ким
Кимберли Энн «Ким» Гоше (англ. Kimberley Ann "Kim" Gaucher; урождённая Смит (англ. Smith); род. 7 мая 1984 года в Сарри, пров. Британская Колумбия, Канада) — канадская профессиональная баскетболистка, выступала в женской национальной баскетбольной ассоциации за команду «Сакраменто Монархс», которой она была выбрана на драфте ВНБА 2006 года в первом раунде под общим тринадцатым номером. Играла на позиции лёгкого форварда.
В составе национальной сборной Канады принимала участие на Олимпийских играх 2012 года в Лондоне, 2016 года в Рио-де-Жанейро и 2020 года в Токио, выиграла чемпионат Америки 2015 года в Эдмонтоне и Панамериканские игры 2015 года в Торонто, стала серебряным призёром чемпионатов Америки 2013 года в Халапе и 2019 года в Сан-Хуане, и бронзовым медалистом чемпионатов Америки 2003 года в Кульякане, 2005 года в Ато-Майор-дель-Рее, 2009 года в Куябе и 2011 года в Нейве, а также принимала участие на чемпионатах мира 2006 года в Бразилии, 2010 года в Чехии, 2014 года в Турции и 2018 года в Испании, и чемпионатах Америки 2001 года в Сан-Луисе и 2007 года в Вальдивии и Панамериканских играх 2003 года в Санто-Доминго. Гоше является рекордсменом по играм за сборную Канады, в её послужном списке 18 турниров под эгидой ФИБА из возможных 23.

## Ранние годы
Ким Гоше родилась 7 мая 1984 года в городе Сарри (провинция Британская Колумбия) в семье Джея и Коллин Смит, у неё есть две сестры, Мишель и Меган, училась же она в соседнем городе Мишен в средней школе Херитейж-Парк, в которой выступала за местную баскетбольную команду.